# 暁星小学校
暁星小学校（ぎょうせいしょうがっこう）は、東京都千代田区富士見にある私立小学校。カトリック男子修道会マリア会が設立し、学校法人暁星学園が運営するミッションスクールである。幼小中高一貫教育を行っている。
なお、千葉県の学校法人暁星国際学園が設立・運営する小学校とは無関係である。

## 概要
1890年（明治23年）設立。マリア会が日本国内で設立した最初の学校である。1899年（明治32年）には暁星中学校（旧制中学校）が開校し、一貫教育を実施している。
男子校の小学校は全国的に珍しく、立教小学校、精道三川台小学校と合わせて3校のみで、いずれもキリスト教系の私立小学校である。

## 沿革
暁星学校は、青年教育を目的とするパリのカトリック修道会・マリア会の会員5名（アルフォンス・ヘンリック師、ニコラス・ワルテル師、ジョセフ・セネンツ士、ルイ・シュトルツ士、カミーユ・プランシュ士）がマリア会の要請で来日し、京橋区築地のカトリック築地教会の敷地内に神学校として開設された家塾を母体として、麹町区元薗町2丁目4番地の借家を校舎として学校設立申請を認可され、1888年（明治21年）に開校した。
その後、1890年に現在地に移転し、私立暁星小学校の設立が認可され、1919年には卒業生にフランスのバカロレアと同等の資格が与えられることになった。1923年の関東大震災では校舎が火災に遭い甚大な被害を受けるが、ローマ教皇庁をはじめ世界中の国々からの寄付により1925年に校舎が再建された。学制改正により暁星初等学校・中等学校となる。太平洋戦争中は学童疎開のため暁星疎開学園委員会を結成し、軽井沢や箱根、山梨に分かれて疎開した。
戦後の学制改革により、暁星初等学校・中等学校は、それぞれ暁星小学校、暁星中学校となる。1948年には暁星高等学校が認可設立され、小中高の一貫教育を開始した。1969年には暁星学園幼稚園（現：暁星幼稚園）が設立され、幼小中高一貫教育を開始する。

### 年表
- 1888年
  - 1月 - 青少年の教育のために、5名のマリア会員が来日。
  - 2月 - 京橋区築地明石町に小規模の学校を設立。
  - 7月 - 麹町区元薗町に移転、暁星學校となる。
  - 8月 - 私立暁星學校の設立が認可。
- 1890年
  - 7月 - 現在地に移転。
  - 8月 - 私立暁星小學校の設立認可。
- 1902年5月 - 制服の制定。
- 1923年9月 - 関東大震災により被害甚大。
- 1925年10月 - 校舎再建。
- 1936年3月 - 校歌の制定（北原白秋作詞・山田耕筰作曲）。
- 1951年3月 - 私立学校法に基づき、学校法人暁星学園発足。
- 1965年7月 - 那須校外学舎の新築。
- 1977年7月 - 軽井沢校外学舎の新築。
- 1999年3月 - 現校舎竣工。

## 教育
- カトリック教育 - 週に1回「宗教」の授業がある。
- サッカーが校技として位置づけられており[1]、週に1回「サッカー」の授業が行われる。またサッカー大会が年に3回（1学期1回）開催される。

## 学校行事
- サッカー大会（年3回）
- 運動会
- 那須合宿（2〜4年生は年2回、5・6年生は年1回）
- スキー合宿（5年生）
- 修学旅行（6年生）

ほか

## 生徒活動

### 児童会活動
5・6年生の生徒が行う生徒会活動など。
- 役員会
- シャミナード委員会
- 放送委員会
- 保健委員会
- 図書委員会
- 運動委員会
- 新聞掲示委員会
- 美化委員会
- 飼育栽培委員会
- 生活環境委員会
- 集会委員会

### クラブ活動
5・6年生の生徒が所属する部活動。
運動部
- 野球クラブ
- フットサルクラブ
- ドッヂボールクラブ
- バスケットボールクラブ
- 卓球クラブ

文化部
- チェスクラブ
- 生物化学クラブ
- 図工クラブ
- 写真クラブ
- プログラミングクラブ
- 鉄道研究クラブ

### 特別活動
クラブ活動とは別に行われる特別活動。4～6年生が参加。
- 選抜サッカー部 - 1964年創部。
- 聖歌隊 - 1964年結成。校内で行われるミサの聖歌隊を務める。
  - 1996年（第63回）～2000年（第67回）NHK全国学校音楽コンクールに5年連続出場、金賞4回・銀賞1回（1998～2000年の3回は3連覇を達成）の受賞歴がある。[要出典]
- ステラ (Stella) - フランス語学習活動。フランスの修道会が設立したことから、外国語教育として建学以来フランス語を教えてきたが、外国語授業の英語への移行を受け、フランス語教育の継承のため活動開始。語学のみならずフランスの文化も学ぶ。

## 交通アクセス
鉄道
- 九段下駅
- 飯田橋駅

## 系列校
- 学校法人暁星学園
  - 暁星中学校・高等学校
  - 暁星幼稚園

## 姉妹校
- 海星中学校・高等学校 (長崎県)
- 学校法人大阪明星学園
- 札幌光星中学校・高等学校

## 伝統的に交流がある学校
- 那須町立那須高原小学校
  - 那須町立大沢小学校（廃校→那須町立那須高原小学校へ統合）

## 著名な出身者
- ささきいさお（歌手、俳優、声優、ナレーター。私立武蔵中学へ進学）
- 根岸浜吉（2代目）（興行師、根岸興行部当主）
- 三浦崇宏（PRプランナー、株式会社GO代表・クリエイティブディレクター）
- 伊沢拓司（日本のクイズプレイヤー、YouTuber、起業家、タレント。開成中学へ進学）
- 縫田清二（思想史家、元横浜国立大学経済学部長）